# Gordon Letwin
Gordon Letwin (* 2. Juli 1952 in Indianapolis, Indiana) ist ein US-amerikanischer Softwareentwickler und einer der ersten Angestellten von Microsoft. Er war einer der beiden Chefarchitekten des Betriebssystems OS/2 und entwickelte unter anderem dessen HPFS-Dateisystem.

## Leben
Letwin wuchs als Sohn des Versicherungsmathematikers Fred Lewin und seiner Frau in Indianapolis auf. Als Kind war er selbst gegenüber seinen Eltern eher verschlossen und hatte auch wenig Kontakt zu Gleichaltrigen. Seine Eltern versuchten, ihn zu gesellschaftlichen Aktivitäten zu bewegen, aber Letwin las lieber Fachbücher wie andere Kinder Comics. Nach der High School, die nach seinen eigenen Angaben eine eher unangenehme Angelegenheit war, begann er ein Physikstudium an der Purdue University, wo er auch seine spätere Frau Rose kennenlernte. Er brach das Studium jedoch ab, um in der EDV-Zentrale der Universität zu arbeiten, wo er seine Leidenschaft für die Programmierung von Computern entdeckte.
Nach dem Verlassen der Universität arbeitete er zunächst für die Firma Heathkit, für die er das Betriebssystem HDOS für den Heathkit H8 entwickelte. Er entwickelte auch eine BASIC-Version für HDOS, jedoch entschloss sich Heathkit 1977, statt der Eigenentwicklung das BASIC der Firma Microsoft einzusetzen. Neun Monate später ließ sich Letwin von Bill Gates für Microsoft abwerben. Während seiner Anfangszeit bei Microsoft bekam er Zweifel, ob er auf das richtige Pferd gesetzt hatte. Als Gates dies erfuhr, bot er Letwin eine einprozentige Aktienbeteiligung an Microsoft an, was ihn schließlich zum Millionär machte. In seiner Freizeit entwickelte er eine leicht modifizierte TRS-80-Version des Großrechner-Spieleklassikers Adventure. Er gründete die im Wesentlichen aus ihm bestehende Firma Softwin Associates und lizenzierte das Spiel an seinen Arbeitgeber, der es 1979 als Microsoft Adventure veröffentlichte.
1993 verließ er Microsoft, um mehr Zeit mit seiner Frau verbringen zu können. Heute lebt er auf einer Ranch in Arizona und führt zusammen mit seiner Frau die Wilburforce Foundation.

## Wirken
Bei Heathkit entwickelte Letwin das Betriebssystem HDOS und den BASIC-Interpreter Benton Harbor BASIC. Während seiner Zeit bei Microsoft war er unter anderem Chefarchitekt von OS/2 und arbeitete in dieser Funktion mit Ed Iacobucci, dem Chefarchitekten von IBM, zusammen. Neben verschiedenen Kernkomponenten des Betriebssystems entwickelte er das Dateisystem HPFS. Im Jahr 2000 wurde sein Vermögen auf etwa 20 Mio. US-$ geschätzt. Seit seinem Ausscheiden bei Microsoft spendete er beträchtliche Beträge für Umweltbelange an die Wilburforce Foundation – eine Wohltätigkeitsorganisation, die von ihm und seiner Frau gegründet wurde.